# Silurichthys hasseltii
Silurichthys hasseltii är en fiskart som beskrevs av Bleeker, 1858. Silurichthys hasseltii ingår i släktet Silurichthys och familjen malfiskar. Inga underarter finns listade i Catalogue of Life.